# شهرستان گرند کرو
شهرستان گرند کرو (به لاتین: Grand Kru County) یکی از ۱۵ شهرستان کشور لیبریا است که در جنوب آن واقع شده‌است. شهرستان گرند کرو ۳٬۸۹۵ کیلومتر مربع مساحت و ۵۷٬۱۰۶ نفر جمعیت دارد.